# Industrializace
Industrializace je proces, během něhož dochází k proměně předprůmyslové společnosti, založené převážně na zemědělské (agrární) a řemeslné výrobě, ve společnost  industriální, založenou na strojní, průmyslové výrobě.

## Proměna společnosti a výrobních metod
Mnohé z prvních výrobních závodů průmyslového typu v 18. století, např. v Anglii, měly šlechtické majitele. Ti nijak nedbali na životní podmínky dělníků, kteří se stěhovali do měst za prací z venkova.
Následující 19. století bývá charakterizováno jako období útlaku dělníků; tuto situaci zmírnilo až vytváření odborových organizací a spolupráce zaměstnavatelů se státem.
Během industrializace došlo k pádu některých církevních dogmat, upevnilo se kapitalistické hospodaření a rozvíjela se parlamentní demokracie směrem ke své dnešní podobě. Vznikaly předpoklady k sekularizaci společnosti.

## Příčiny vzniku
- nahromadění kapitálu (tehdy to byla výhodná situace států jako Anglie, Francie a Nizozemsko)
- uvolnění pracovní síly (v Anglii bylo již v roce 1381 zrušeno nevolnictví a postupně se rozrůstalo obyvatelstvo, další pracovní síla pak přichází v roce 1833, kdy bylo zrušeno otroctví)
- technický rozvoj (začátek už v období renesance – fyzikální objevy, spojené se jmény jako Isaac Newton, vynález parního stroje, rozvoj železnic, později rozvoj biologie a chemie)

## Historie
První zemí na světě, kde došlo k industrializaci, byla Anglie, nedlouho po ní následovaly Francie, Německo a Spojené státy. Do konce 19. století se s výjimkou Balkánu a Ruska zprůmyslnila převážná část evropských zemí, i když mnohé oblasti zaostávaly za vyspělými státy nebo regiony.
V Rusku po Říjnové revoluci byla industrializace, do té doby omezená na několik center (Petrohrad, Donbas), zesílena až ve 30. letech 20. století za Stalinovy vlády. Tehdy se v Rusku stavěla celá nová průmyslová města. 
Jak první tak druhá světová válka ukázaly ničivou sílu mechanizovaných a motorizovaných armád vybavených na základě industriální produkce ve vyspělých státech. V 50. letech 20. století začala studená válka, během níž došlo k dalšímu rozvoji průmyslu ve Spojených státech a jejich spojencích včetně Západní Evropy a Japonska na jedné straně a v SSSR včetně jeho satelitních států na straně druhé. Došlo také k intenzívní industrializaci Čínské republiky na Tchaj-wanu a v Jižní Koreji. Za posledních zhruba 40 let se na základě uvolnění podnikatelských aktivit proměnila i Čínská lidová republika v průmyslovou, obchodní a finanční velmoc.

## Etapy industrializace
Průběh industrializace lze rozčlenit do třech etap podle fází vědecko-technické revoluce:[zdroj?]
- 1. etapa – byla zahájena vynálezem parního stroje v 18. století
- 2. etapa – je spojena s objevem elektrického proudu a motoru (přelom 19. a 20. století)
- 3. etapa – byla zahájena rozvojem informačních technologií (konec 20. století)